# Cantabria Baloncesto
El Cantabria Baloncesto, S. A. D., también conocido en su última etapa como Cantabria Lobos, fue un equipo español de baloncesto fundado en 1975 en Torrelavega (Cantabria), y que cesó su actividad en el verano de 2009. Previamente, en 2004, el club se había trasladado a Santander.

## Historia
Se crea en 1975 en Torrelavega con el nombre de Sociedad de Amigos del Baloncesto (SAB). Tras varios años por categorías regionales, en la temporada 92/93 logra el ascenso a la Liga EBA. Tras tres temporadas, en la 96/97 asciende a la liga LEB con el patrocinio oficial de Caja Cantabria.
En el primer año en esta categoría logra el ascenso a la Liga ACB donde permaneció cinco temporadas de 1997 a 2002.
Tras el ascenso a la élite del baloncesto español en 1997, el SAB Caja Cantabria, presidido por Nilo Merino, necesitaba convertirse en sociedad anónima deportiva antes el 30 de junio de 2008,[cita requerida] con la necesidad de cubrir un capital social mínimo de 185 millones de pesetas, como consecuencia del obligado cumplimiento de la Ley del Deporte del Gobierno de España. El directivo del SAB responsable de la transformación fue Cristóbal Ruiz Marcos (que fue delegado de Hacienda en Cantabria).
A falta de una semana para el cierre, al SAB le faltaban más de 60 millones de pesetas para culminar la transformación y solicitaron al Gobierno de Cantabria que presidía José Joaquín Martínez Sieso con Francisco Javier López Marcano de consejero de Cultura y Deporte, la compra de acciones, pero que fue rechazado por el ejecutivo cántabro. El Ayuntamiento de Torrelavega también rechazó la compra de acciones tras propuesta del Grupo Municipal Popular para que la institución comprase un paquete de acciones. Además, el patrocinador oficial del club (Caja Cantabria), a través de su Consejo de Administración confirmó que la entidad financiera líder en Cantabria rechazaba participar en el proceso de compra de acciones, y recalcó su compromiso histórico con el SAB, aportando en la primera temporada en ACB un patrocinio oficial por valor de 120 millones de pesetas.
En los últimos días se produjeron varios movimientos accionariales, entre ellos, la firma toledana ceramista Greco Gres aportó una cantidad superior a los diez millones de pesetas, pero Ciriaco Díaz Porras, consiguió controlar algo más del cincuenta por ciento del capital, convirtiéndose en el accionista de referencia de Cantabria Baloncesto, S. A. D. El dueño de Canpre S. A. (editora del diario Alerta), expresidente de la Caja Rural de Cantabria entre 1984 y 1988, diputado centrista por Cantabria de UCD y posterior militante del PSOE, se hacía con el control del club, sin tener experiencia previa en la gestión deportiva. El grupo que había liderado la transformación a S. A. D., encabezado por el expresidente del club José Luis Cobo, rechazó abiertamente entrar en la gestión de Díaz Porras.
Unos años más tarde, Ciriaco Díaz Porras nombró a su hijo Isaías Díaz Trueba, presidente del Consejo de Consejo de Administración de Cantabria Baloncesto, S. A. D. La afición y la familia del deporte de Cantabria nunca apoyó el proyecto del máximo accionista, con una discutida gestión, desvinculándose por completo de las personas que trabajaron en la Sociedad de Amigos del Baloncesto (SAB) y fue liquidando, poco a poco, la cantera con el paso de los años. En la temporada 1999-2000, el equipo filial Torrelavega Lobos de la Liga EBA se traslada a Santander para disputar como local sus partidos en el Pabellón Exterior de La Albericia.
Durante esos cinco años en la máxima categoría del baloncesto nacional el equipo cántabro contó en sus filas con jugadores de élite mundial entre los que destaca uno sobre todos ellos: Marc Jackson. Elegido dentro el mejor quinteto de rookies de la NBA en 2001, siempre recordará este club como el que le dio el espaldarazo definitivo para hacerse un hueco en la mejor liga del mundo y así lo ha recordado cada vez que los periodistas españoles le han preguntado.
En 2002, el Cantabria Lobos desciende de nuevo a la LEB. El 6 de julio de 2004 el club anuncia oficialmente que se traslada de Torrelavega a Santander, ante el descontento de los aficionados torrelaveguenses.
El accionista mayoritario Ciriaco Díaz Porras manifestó en una tensa rueda de prensa que se emprendía una "nueva etapa económico-deportiva" ya que "Los Lobos necesitan crecer para lograr las más altas cotas de éxitos deportivos y en Torrelavega no lo podían hacer, al no conseguir cubrir los presupuestos acordes con la alta competición".
Díaz Porras argumentó que resultaba "imposible" completar el presupuesto que necesitaba el Cantabria Lobos sólo con las ayudas que el club recibe del Ayuntamiento de Torrelavega y del Gobierno de Cantabria y consideró que Santander ofrecía más posibilidades de conseguir el apoyo de firmas comerciales que la ciudad que hasta ahora ha sido su sede. En dicha rueda de prensa, explicó que en la campaña 1997-1998 el club contó con un presupuesto de 2,39 millones de euros, cubierto el 74 por ciento por las subvenciones públicas (1,41 millones), mientras que en las seis posteriores temporadas el presupuesto medio se ha situado en 2,77 millones de euros, del que las subvenciones sólo han cubierto el 24 por ciento (660.000 euros de promedio).
En la capital cántabra el equipo empezó a jugar en el Palacio de Deportes de Santander. En el 2007 fue campeón de la liga regular, subcampeón de la Copa Príncipe de Asturias y consiguió llenar en ocho ocasiones el Palacio de Deportes, con más de 6000 espectadores, bajo la dirección deportiva de Pablo Laso. La inoportuna lesión de su jugador franquicia, Cuthbert Victor, a quince días del comienzo del play off, junto con el error de no buscarle un reemplazo de nivel equivalente, imposibilitó aquel año el ansiado retorno a la máxima categoría del baloncesto español.
Al año siguiente 2007/08, la directiva encabezada por Ciriaco Díaz Porras (propietario de Cantabria Baloncesto, SAD) y su hijo, Isaías Díaz Trueba  (presidente de la sociedad), incorporó al entrenador catalán Mateo Rubio y realizó grandes fichajes de hombres con nombre en la LEB como Ricardo Guillén o Salva Camps, pero diversas circunstancias tanto deportivas como extradeportivas dieron lugar a que el objetivo de luchar por el ascenso a la liga ACB se convirtiese en no descender. Mateo Rubio fue cesado el 28 de diciembre de 2007 por los malos resultados deportivos, y bajo la dirección de Israel González Núñez y Javier Suárez-Olea Tudela, el Alerta Cantabria Lobos alcanza la permanencia deportiva en la LEB Oro, gracias a una racha final de tres victorias consecutivas.
El 4 de julio de 2008 se hace público un comunicado en el que los directivos anuncian la desaparición del club cántabro. No obstante, la Federación Española de Baloncesto FEB admitió al equipo cántabro en la cuarta categoría nacional, la LEB Bronce, en la que militó esa temporada. 
El equipo de la temporada 2008/09 fue dirigido por Quino Salvo, el entrenador y leyenda del club cántabro por liderar el ascenso a la ACB en 1997,  con una plantilla con protagonismo de jugadores de la tierra como Pablo Sánchez Iñurritegui consigue alzarse con el título de Copa de LEB Bronce. En abril de ese mismo año se confirma su ascenso deportivo a LEB Plata. 
En el mes de julio, el club cántabro anuncia a través de un comunicado oficial que no saldrá a competir por las dificultades que está encontrando para reunir ingresos con los que competir «con dignidad». La sociedad propietaria del equipo se queja, en concreto, de la ayuda que recibe del Gobierno de Cantabria (300.500 euros), siendo insuficiente en cuantía y en garantías presupuestarias para el máximo accionista. Además, en el comunicado criticó que el ejecutivo regional no aceptó suscribir un convenio a cuatro años. El club cántabro compara su situación con la del Melilla -equipo también de la LEB Oro- que, según sus informaciones, ha recibido una subvención del Gobierno de la Ciudad Autónoma de 1,5 millones de euros para la temporada 2008-2009.
El comunicado confirma que la sociedad Cantabria Baloncesto SAD «permanecerá activa y a disposición del Ayuntamiento de Santander y del Gobierno de Cantabria para el caso de que dichas instituciones consideren necesario relanzar la práctica deportiva en la especialidad de baloncesto», siempre y cuando aporten «los presupuestos necesarios».
Francisco Javier López Marcano, Consejero de Cultura, Turismo y Deporte del Gobierno de Cantabria, defendió que su «consejería ha cumplido siempre con el equipo de baloncesto todos y cada uno de los compromisos que adquirió en su día» y lamentó la «mala noticia para el baloncesto y los aficionados cántabros».

## Historial de temporadas
| Temporada | Categoría | División         | Posición | Balance | Títulos         | Títulos |
| --------- | --------- | ---------------- | -------- | ------- | --------------- | ------- |
| 1992–93   | 2         | Primera División | 15.º     | 21–15   |                 |         |
| 1993–94   | 2         | Primera División | 18.º     | 4–26    |                 |         |
| 1994–95   | 2         | Liga EBA         | 5.º      | 21–15   |                 |         |
| 1995–96   | 2         | Liga EBA         | 3.º      | 23–7    |                 |         |
| 1996–97   | 2         | LEB              | 2.º      | 25–13   | Copa Príncipe   | 1.º     |
| 1997–98   | 1         | Liga ACB         | 14.º     | 12–22   |                 |         |
| 1998–99   | 1         | Liga ACB         | 15.º     | 13–21   |                 |         |
| 1999–00   | 1         | Liga ACB         | 14.º     | 11–23   |                 |         |
| 2000–01   | 1         | Liga ACB         | 16.º     | 10–24   |                 |         |
| 2001–02   | 1         | Liga ACB         | 17.º     | 7–27    |                 |         |
| 2002–03   | 2         | LEB              | 7.º      | 18–17   |                 |         |
| 2003–04   | 2         | LEB              | 11.º     | 16–18   |                 |         |
| 2004–05   | 2         | LEB              | 13.º     | 14–20   |                 |         |
| 2005–06   | 2         | LEB              | 9.º      | 17–17   |                 |         |
| 2006–07   | 2         | LEB              | 5.º      | 24–14   | Copa Príncipe   | 2.º     |
| 2007–08   | 2         | LEB Oro          | 15.º     | 12–22   |                 |         |
| 2008–09   | 4         | LEB Bronce       | 1.º      | 21–9    | Copa LEB Bronce | 1.º     |

## Momentos históricos del club
- 1975

En este año se funda la Sociedad de Amigos del Baloncesto (SAB) en Torrelavega. 
- 1992-93

En esta campaña y tras miliar durante varios años en las categorías regionales, el SAB asciende a la Liga EBA, en la que milita durante tres temporadas
- 1996-97

El equipo torrelaveguense sube a la Liga LEB
- 1997-98

Fue una campaña mágica para los aficionados al baloncesto en Cantabria. El pabellón Vicente Trueba fue testigo de un sorprendente ascenso a la Liga ACB. El equipo consigue la Copa Príncipe de Asturias de Baloncesto. 
- 2004-05

El Cantabria Baloncesto SAD traslada su sede desde Torrelavega a Santander y empieza a utilizar el Palacio de Deportes para disputar sus partidos oficiales en LEB. 
- 2006-07

El Lobos, tras una gran campaña, se proclama campeón de la Liga Regular de la LEB, y subcampeón de la Copa Príncipe de Asturias de Baloncesto. En la fase de ascenso a la ACB, y tras una desafortunada lesión de su jugador franquicia, Victor Cuthbert, el Lobos se queda a las puertas de regresar a la máxima categoría. 
- 2008-09

El equipo consigue la Copa LEB Bronce y se proclama campeón de Liga. Logra el ascenso deportivo a la LEB Plata.

## Palmarés
| Competición                     | Títulos  | Subcampeonatos |
| ------------------------------- | -------- | -------------- |
| LEB (0/1)                       |          | 1996-97.       |
| Copa Príncipe de Asturias (1/1) | 1996-97. | 2006-07.       |
| LEB Bronce (1/0)                | 2008-09. |                |
| Copa LEB Bronce (1/0)           | 2008-09. |                |

## Pabellones
- Nombre: Pabellón Vicente Trueba
- Ciudad: Torrelavega
- Capacidad: 2.688 espectadores
- Dirección: Avenida de la Constitución s/n

Hasta 1997, la capacidad del Pabellón Vicente Trueba era de 2.688 localidades. Al producirse el ascenso del equipo a la ACB en 1997; el Ayuntamiento resolvió ágilmente la necesaria duplicación del aforo (5.375 localidades), encargada a la empresa SIEC por 96.863.968 millones de pesetas (582.164,8 €). En el 2017 se desinstalaron las gradas supletorias y fueron trasladadas al Campo de Santa Ana de Tanos, por lo que la capacidad actual vuelve a ser de 2.688 localidades.

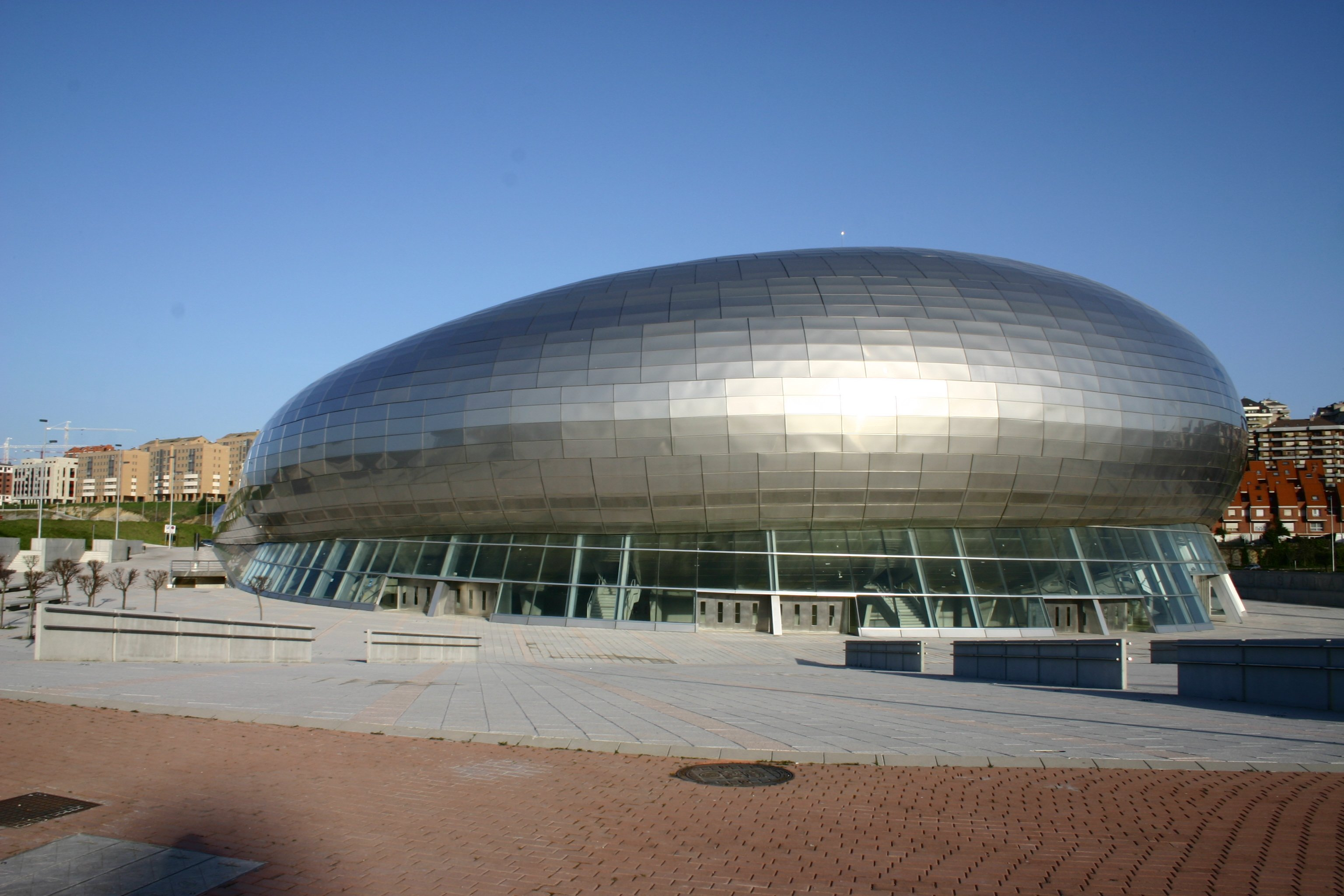
Palacio de Deportes de Santander.

- Nombre: Palacio de Deportes de Santander
- Ciudad: Santander
- Capacidad: 7000 espectadores
- Dirección: Avenida del Deporte s/n

Durante la temporada 2006/2007 el Palacio ocupó por completo su aforo en más de diez partidos de la fase regular y hubo que incluir sillas supletorias a pie de pista.

## Peñas
- Peña Leyendas. Fue la principal peña durante los años dorados del club, liga LEB y ascenso a la ACB. Desapareció tras tener varias discrepancias con el máximo accionista de Cantabria Baloncesto SAD, que tras comprar el equipo acabaron con la masa social del club, principalmente la afición de Torrelavega.

- La Ballena del Cántabrico. Peña fundada cuando el equipo se mudó de Torrelavega a Santander.  Acompañaban al equipo con bombos y otros instrumentos para animar en los partidos locales y desplazamientos cercanos.

## Himno
La canción oficial del club cantabro está compuesto por el grupo 4 de Copas, fue cantado por primera vez en el primer partido de los Play-Off de ascenso ACB, en el descanso del partido del Alerta Cantabria Lobos-C.B Huelva en el año 2007.